# Distrito electoral de Platte (condado de Dawson, Nebraska)
Platte (en inglés: Platte Precinct) es un distrito electoral ubicado en el condado de Dawson en el estado estadounidense de Nebraska. En el Censo de 2010 tenía una población de 613 habitantes y una densidad poblacional de 6,55 personas por km².

## Geografía
Platte se encuentra ubicado en las coordenadas 40°43′19″N 99°47′48″O / 40.72194, -99.79667. Según la Oficina del Censo de los Estados Unidos, Platte tiene una superficie total de 93.55 km², de la cual 88.99 km² corresponden a tierra firme y (4.87%) 4.56 km² es agua.

## Demografía
Según el censo de 2010, había 613 personas residiendo en Platte. La densidad de población era de 6,55 hab./km². De los 613 habitantes, Platte estaba compuesto por el 97.39% blancos, el 0% eran afroamericanos, el 0.33% eran amerindios, el 0% eran asiáticos, el 0% eran isleños del Pacífico, el 0.82% eran de otras razas y el 1.47% pertenecían a dos o más razas. Del total de la población el 2.94% eran hispanos o latinos de cualquier raza.